# Neustadt in Sachsen
Pour les articles homonymes, voir Neustadt.
Neustadt in Sachsen est une ville de Saxe (Allemagne), située dans l'arrondissement de Suisse-Saxonne-Monts-Métallifères-de-l'Est, dans le district de Dresde.

## Économie
L'ancienne entreprise de matériel agricole Fortschritt avait son siège à Neustads in Sachsen.

## Personnalités
- Les Howard Brothers, artistes américains de vaudeville de la première moitié du XXe siècle, sont nés à Neustadt.